# Base Scott

A Base Scott (em inglês:  Scott Base) é uma estação de pesquisa neozelandesa localizada na Ilha de Ross, que fica na Dependência de Ross, na Antártida. O nome é uma homenagem ao oficial da marinha britânica e explorador antártico Robert Falcon Scott.